# Liste der Kulturdenkmäler in Hirschfeld (Hunsrück)
In der Liste der Kulturdenkmäler in Hirschfeld sind alle Kulturdenkmäler der rheinland-pfälzischen Ortsgemeinde Hirschfeld aufgeführt. Grundlage ist die Denkmalliste des Landes Rheinland-Pfalz (Stand: 27. Oktober 2023).

## Einzeldenkmäler
| Bezeichnung                       | Lage                                     | Baujahr                     | Beschreibung | Bild                           |
| --------------------------------- | ---------------------------------------- | --------------------------- | --- | ------------------------------ |
| Katholische Kirche St. Wendalinus | Hauptstraße 14 Lage                      | 1925/26                     | barockisierender Saalbau mit Chorflankenturm, 1925/26 von Architekt Anton Falkowski, Mainz                                           | Fotos hochladen                |
| Schulhaus                         | Unterdorf 14 Lage                        | Anfang des 19. Jahrhunderts | ehemalige katholische Schule; Fachwerkbau, teilweise massiv, verputzt und verschiefert, Krüppelwalmdach, Anfang des 19. Jahrhunderts | weitere Bilder Fotos hochladen |
| Evangelische Kirche St. Wendelin  | Unterdorf 19 Lage                        | 13. oder 14. Jahrhundert    | Chorturm, 13. oder 14. Jahrhundert, Saalbau, 1748/49; bauliche Gesamtanlage mit altem Friedhof                                       | weitere Bilder Fotos hochladen |
| Kriegerdenkmal                    | Unterdorf, bei Nr. 19 Lage               | 1923                        | Kriegerdenkmal für die Gefallenen des Ersten Weltkrieges, 1923, Relief von Friedrich Karl Ströher, Irmenach                          | weitere Bilder Fotos hochladen |
| Quereinhaus                       | Unterdorf 23 Lage                        | 18. Jahrhundert             | Fachwerk-Quereinhaus, 18. Jahrhundert                                                                                                | weitere Bilder Fotos hochladen |
| Meilenstein                       | nordwestlich des Ortes an der B 327 Lage | 1820                        | preußischer Ganzmeilenstein; Sandsteinobelisk mit seitlichen Sitzbänken, 1820                                                        | weitere Bilder Fotos hochladen |